# Gymnastique artistique aux Jeux olympiques d'été de 2008 - Finale hommes à la barre fixe
Pour un article plus général, voir Gymnastique artistique aux Jeux olympiques d'été de 2008.
Navigation
Athènes 2004 Londres 2012
Résultats de la compétition de barre fixe lors des Jeux olympiques d'été de 2008 à Pékin.

## Résultats
| Rang                                | Gymnaste          | Pays       | Note juges A | Note juges B | Pénalité | Total  |
| ----------------------------------- | ----------------- | ---------- | ------------ | ------------ | -------- | ------ |
| Médaille d'or, Jeux olympiques      | Zou Kai           | Chine      | 7.200        | 9.000        |          | 16.200 |
| Médaille d'argent, Jeux olympiques  | Jonathan Horton   | États-Unis | 6.900        | 9.275        |          | 16.175 |
| Médaille de bronze, Jeux olympiques | Fabian Hambuechen | Allemagne  | 6.800        | 9.075        |          | 15.875 |
| 4                                   | Igor Cassina      | Italie     | 6.600        | 9.075        |          | 15.675 |
| 5                                   | Takuya Nakase     | Japon      | 6.600        | 8.850        |          | 15.450 |
| 6                                   | Hiroyuki Tomita   | Japon      | 6.600        | 8.625        |          | 15.225 |
| 7                                   | Epke Zonderland   | Pays-Bas   | 6.500        | 8.500        |          | 15.000 |
| 8                                   | Yann Cucherat     | France     | 6.500        | 8.325        |          | 14.825 |